# Train Your Brain: 60 Days to a Better Brain
Train Your Brain: 60 Days to a Better Brain es una versión en inglés de un libro japonés escrito por Ryuta Kawashima. El libro original vendió alrededor de un millón de copias en Japón. El doctor Kawashima encontró que realizando simples cálculos matemáticos y leyendo libros en voz alta, todos pueden mantener la claridad mental y evitar los efectos del envejecimiento del cerebro. El libro se basa en su investigación.
La primera mitad del libro contiene simples cálculos matemáticos entremezclado con pruebas de memória y pruebas de cálculos. El libro recomienda que se debería hacer una ronda de preguntas matemáticas todos los días y tener en cuenta el tiempo que se tarda. Esto es complementado con una prueba de memoria y una prueba de stroop (encontrada en la parte de atrás del libro) el cual debería ser tomado cada 5 días. Varias gráficas son previstas en la parte de atrás del libro con los resultados de las pruebas.
El concepto presentado en Train Your Brain sería más tarde usado para crear el videojuego para Nintendo DS,  Brain Age: Train Your Brain in Minutes a Day!.